# Агрегація (екологія)
Агрега́ція (лат. aggregatus — приєднаний):
1. Скупчення організмів однієї популяції в межах біоценозу, яке може бути викликане екологічними, біологічними або фітоценотичними причинами (див. Типи розміщення популяцій у фітоценозі). Ступінь агрегованності може бути оцінена кількісно з використанням індексу сегрегації, індексу К. Кершоу, індексу Г. Коттема, індексу М. Морисіта, індексу Т. Фрея, індексів гомогенності.
2. Процес формування «плям» (англ. patches) при становленні фітоценозу (див. Формування фітоценозу). Тенденція до агрегування знаходиться в зворотній залежності від рухливості зачатків (насіння, спор і т. д.), на що вперше звернули увагу Дж. Уївер ( John Ernest Weaver[en]) і Ф. Клементс. На лімітуючий вплив агрегування вказує принцип В. Оллі.
3. Перша стадія формування фітоценозу ( за О. П. Шенніковим[ru]); в цьому випадку агрегація стає синонімом угруповання групово-зарослевого і тому використання цього терміна, враховуючи його зайнятість іншими значеннями, небажано.